# Polypedates mutus
Polypedates mutus är en groddjursart som först beskrevs av Smith 1940.  Polypedates mutus ingår i släktet Polypedates och familjen trädgrodor. IUCN kategoriserar arten globalt som livskraftig. Inga underarter finns listade i Catalogue of Life.